# Arnold Jeannesson
Arnold Jeannesson (París, 15 de gener de 1986) és un ciclista francès, professional des del 2008. Actualment corre a l'equip Fortuneo-Vital Concept. Combina el ciclisme en carretera amb el ciclocròs.
El 2008 va debutar com a professional a l'equip Auber 93. Aquell any guanyà una etapa del Tour de la Manche i del Tour de l'Avenir. El 2009 fitxà pel Caisse d'Epargne. El 2011 fitxà pel FDJ i a la finalització de la 12a etapa del Tour de França passà a liderar la classificació dels joves, tot i que sols durant 2 etapes.

## Palmarès
- 2007
  - Vencedor d'una etapa del Tour de la Manche
- 2008
  - Vencedor d'una etapa del Tour de la Manche
  - Vencedor d'una etapa del Tour de l'Avenir

### Resultats al Giro d'Itàlia
- 2009. 57è de la classificació general
- 2010. Abandona (19a etapa)
- 2013. Abandona (9a etapa)

### Resultats al Tour de França
- 2011. 14è de la classificació general
- 2013. 29è de la classificació general
- 2014. 30è de la classificació general
- 2016. 87è de la classificació general

### Resultats a la Volta a Espanya
- 2012. 64è de la classificació general